# Pogumer Kirche

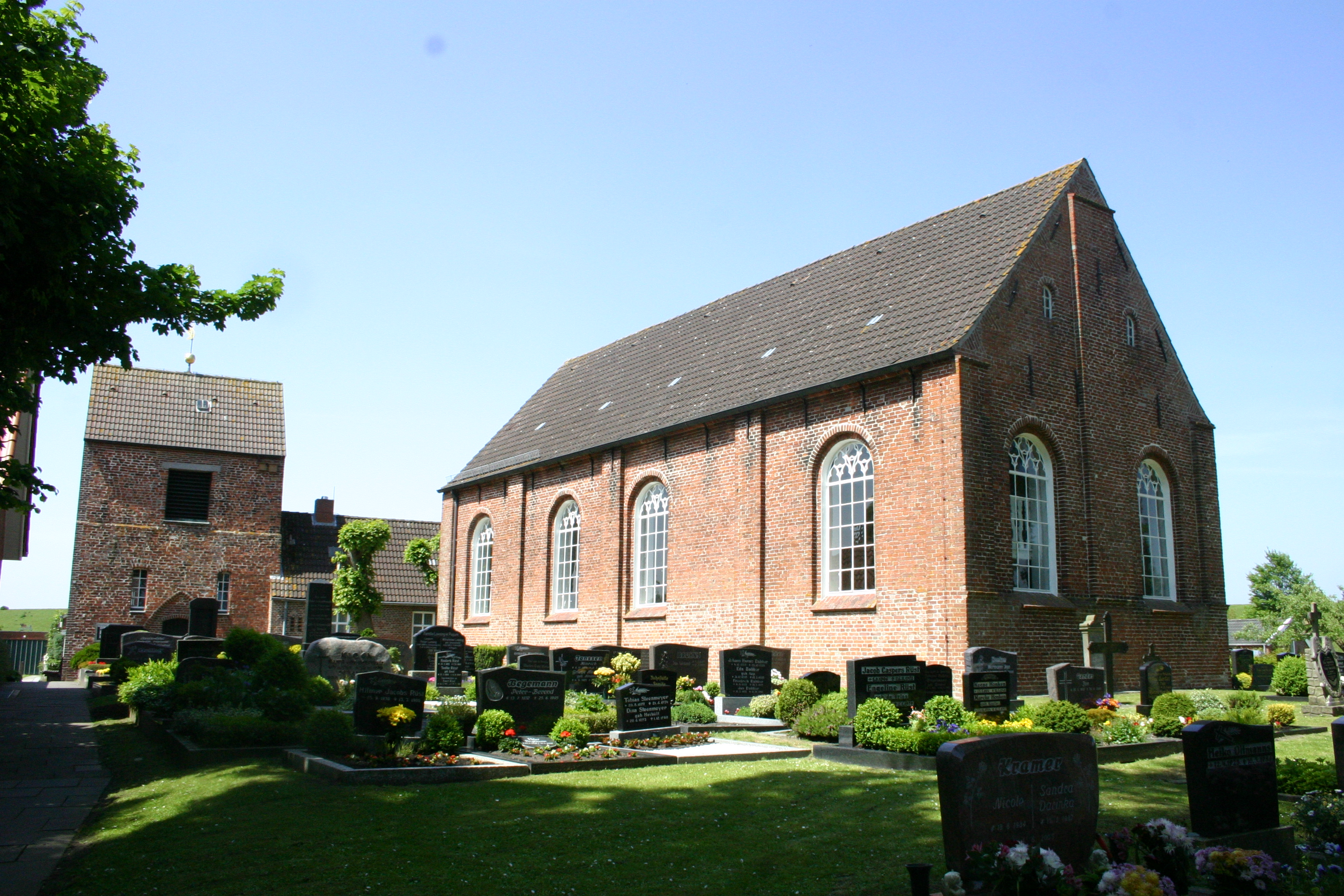
Kirche in Pogum von Südwesten

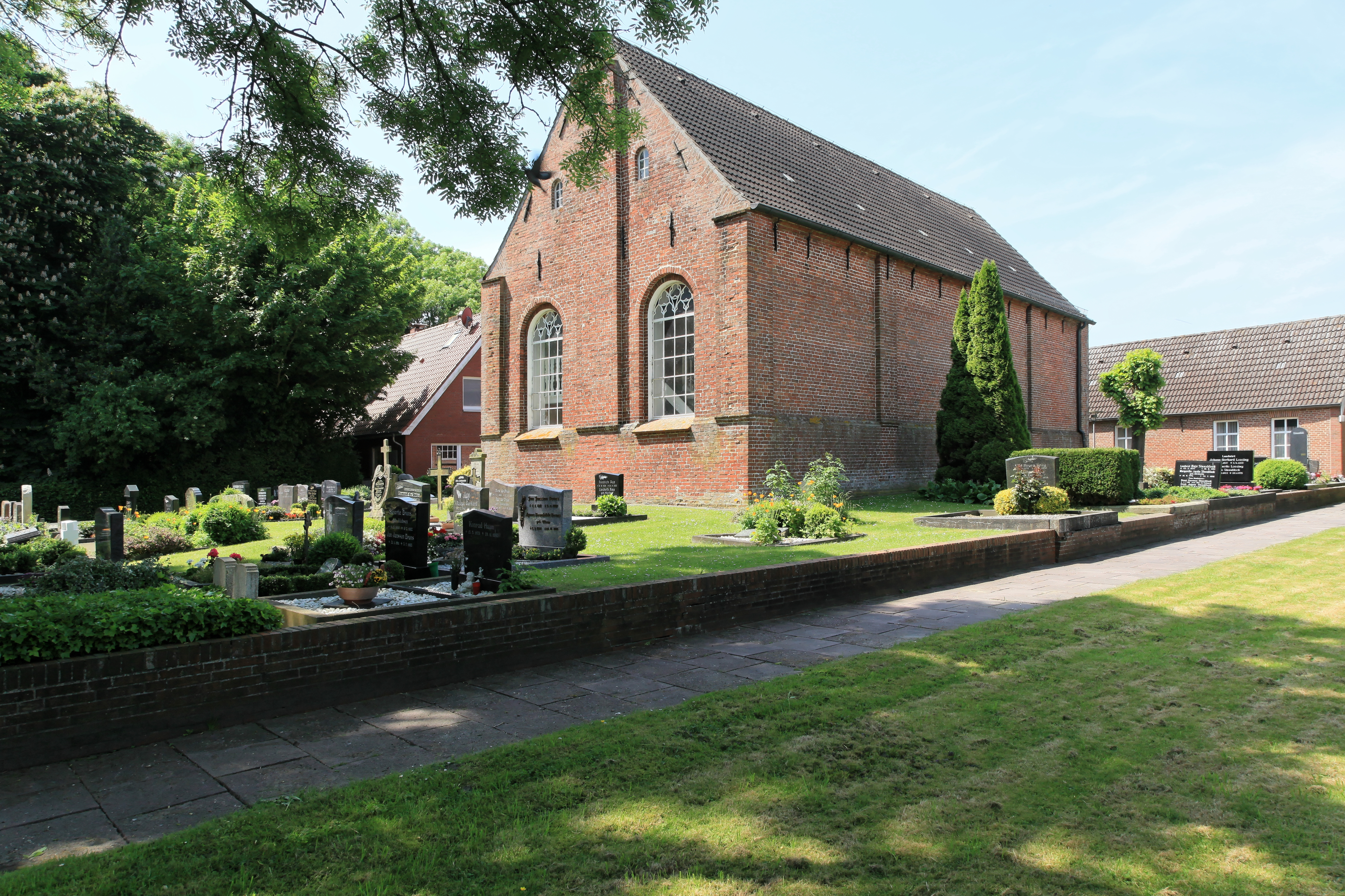
Blick von Nordwesten

Die evangelisch-lutherische Pogumer Kirche wurde im Jahr 1776 erbaut und befindet sich in Pogum im Nordwesten des Rheiderlandes am Mündungsbereich der Ems in den Dollart, im südwestlichen Ostfriesland.

## Geschichte und Architektur
Im Mittelalter gehörte Pogum zur Propstei im Bistum Münster und besaß eine kleine Kirche. Der Propst in Hatzum war im 16. Jahrhundert auch Pastor in Ditzum und Pogum. Im Gefolge der Patronatsfamilie von Rippersa aus Petkum wandte sich die Kirchengemeinde dem lutherischen Glauben zu. Die überwiegend reformiert geprägte Gemeinde konnte 1667 aber das Recht auf freie Pastorenwahl durchsetzen.
Im Jahr 1776 wurde die schlichte Backsteinkirche auf älteren Fundamenten des mittelalterlichen Vorgängerbaus errichtet. Breite Lisenen gliedern die Außenwände. Die südliche Kirchenwand der barocken Saalkirche zeichnet sich durch Pilaster und Rundbogenfenster aus. Des Weiteren gibt es zwei rundbogige Ostfenster, während die anderen beiden Wände fensterlos blieben.
Der Torturm mit Satteldach und spitzbogigen Portalen stammt noch aus spätgotischer Zeit und ermöglicht ursprünglich den einzigen Zugang zum befriedeten Pfarrbezirk, der mit einer wehrhaften Mauer umgeben war.

## Ausstattung

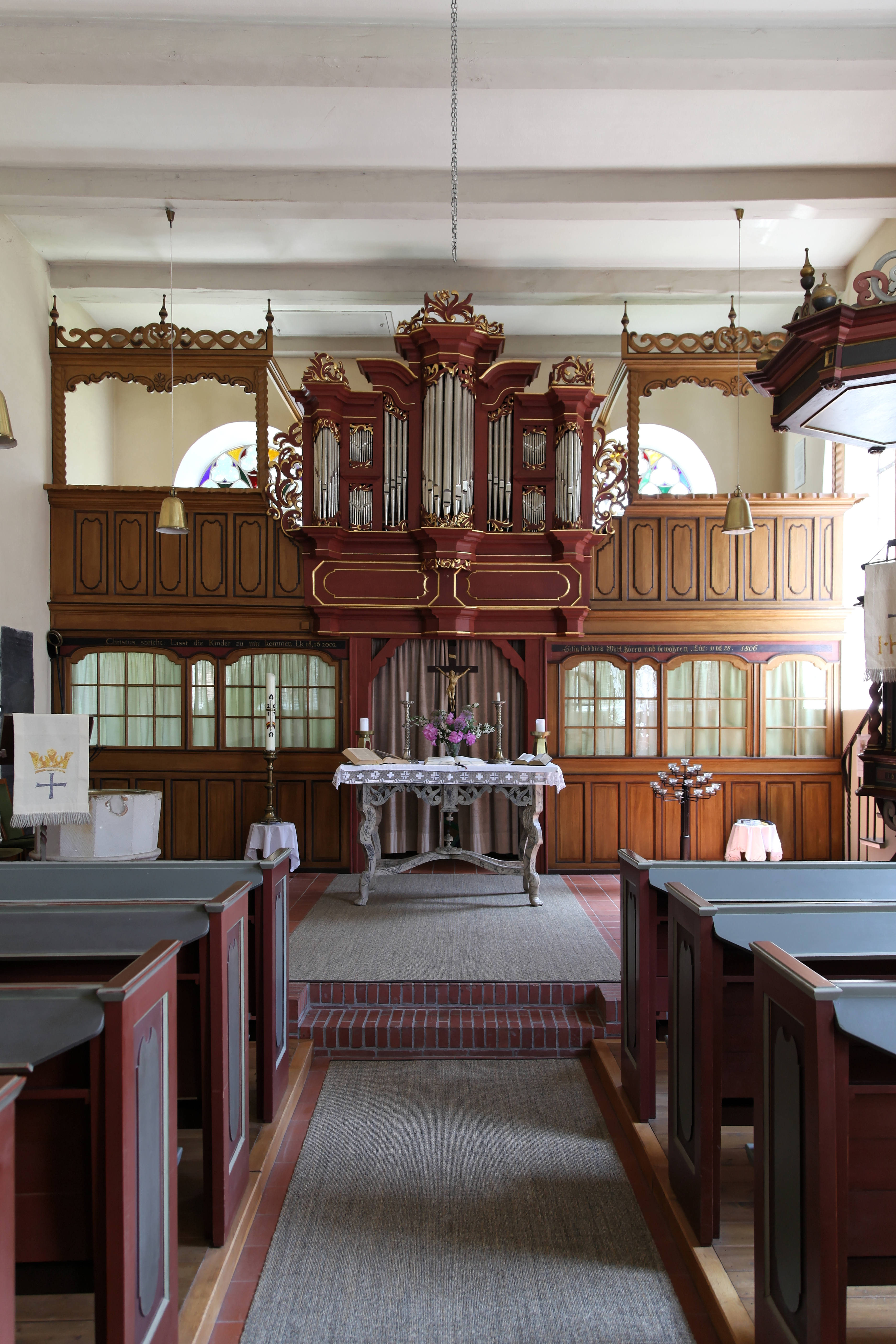
Innenraum Richtung Osten

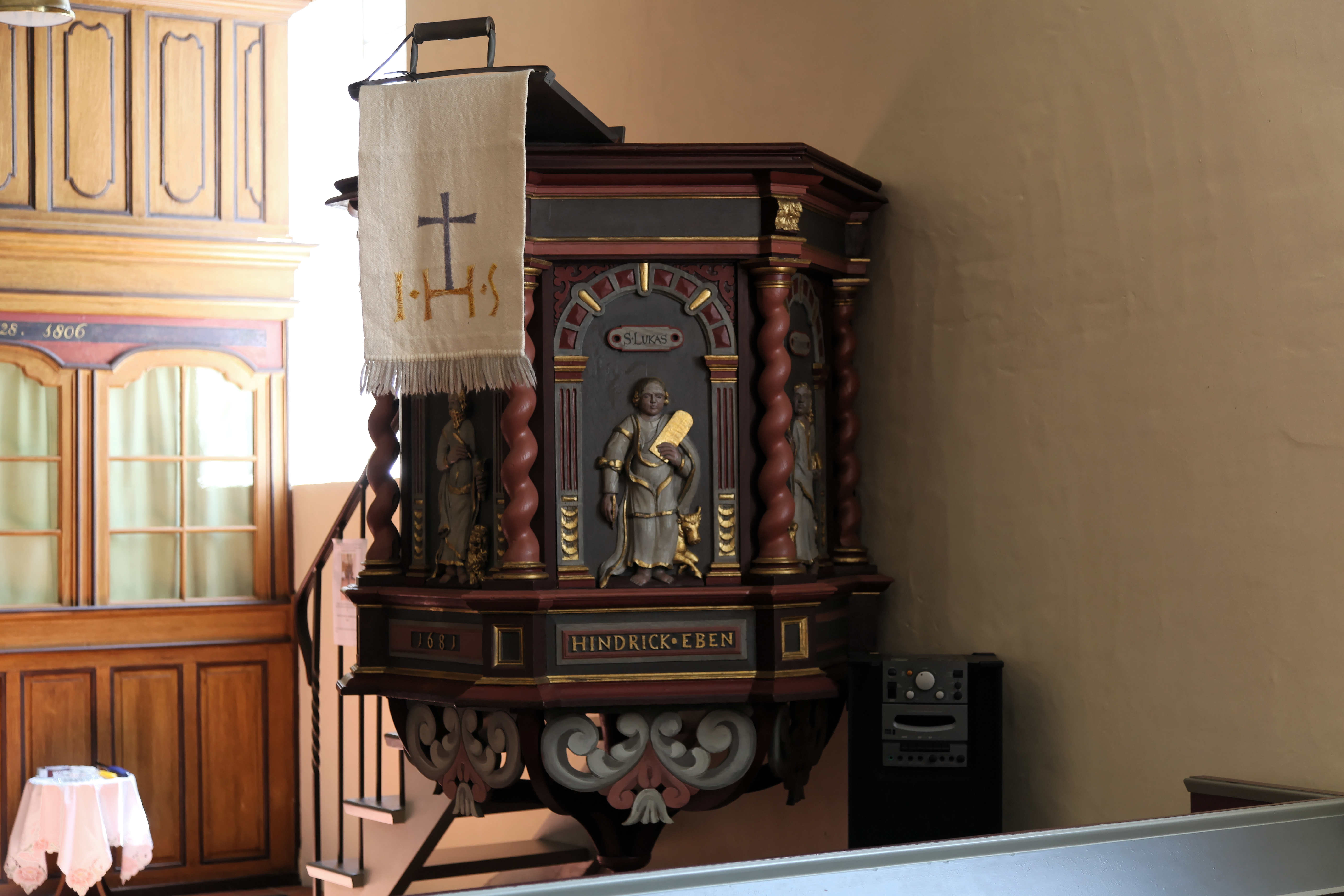
Kanzel von 1681

Im Inneren schließt eine Holzbalkendecke den Raum ab. Der Ostteil der Kirche wird durch eine lettnerartige Orgelempore aus Holz abgetrennt, in dessen Brüstung auf zwei Holzpfeilern die Orgel ruht. Seitlich davon befindet sich je eine Patronatsprieche.
Ungewöhnlich für eine lutherische Kirche ist, dass statt eines Steinaltars ein hölzerner Abendmahlstisch im östlichen Teil steht. Die Kanzel von Hindrick Eben datiert von 1681 und stammt aus dem Vorgängerbau. Die Kanzelfelder zwischen gedrehten Freisäulen zeigen unter Rundbögen Reliefs der vier Evangelisten. Zu den Vasa Sacra gehört ein Becher aus dem Jahr 1634 (oder 1684), dessen Meisterzeichen AB auf den Auricher Meister Albert Borcher hinweisen könnte. Der Messingleuchter wurde im Jahr 1769 angefertigt. Ältester Teil der Ausstattung sind zwei trapezförmige Grabsteine aus rotem Sandstein aus dem 12. Jahrhundert, die geometrische Rautenmuster, Andreaskreuze und Sechsecke aufweisen.

## Orgel

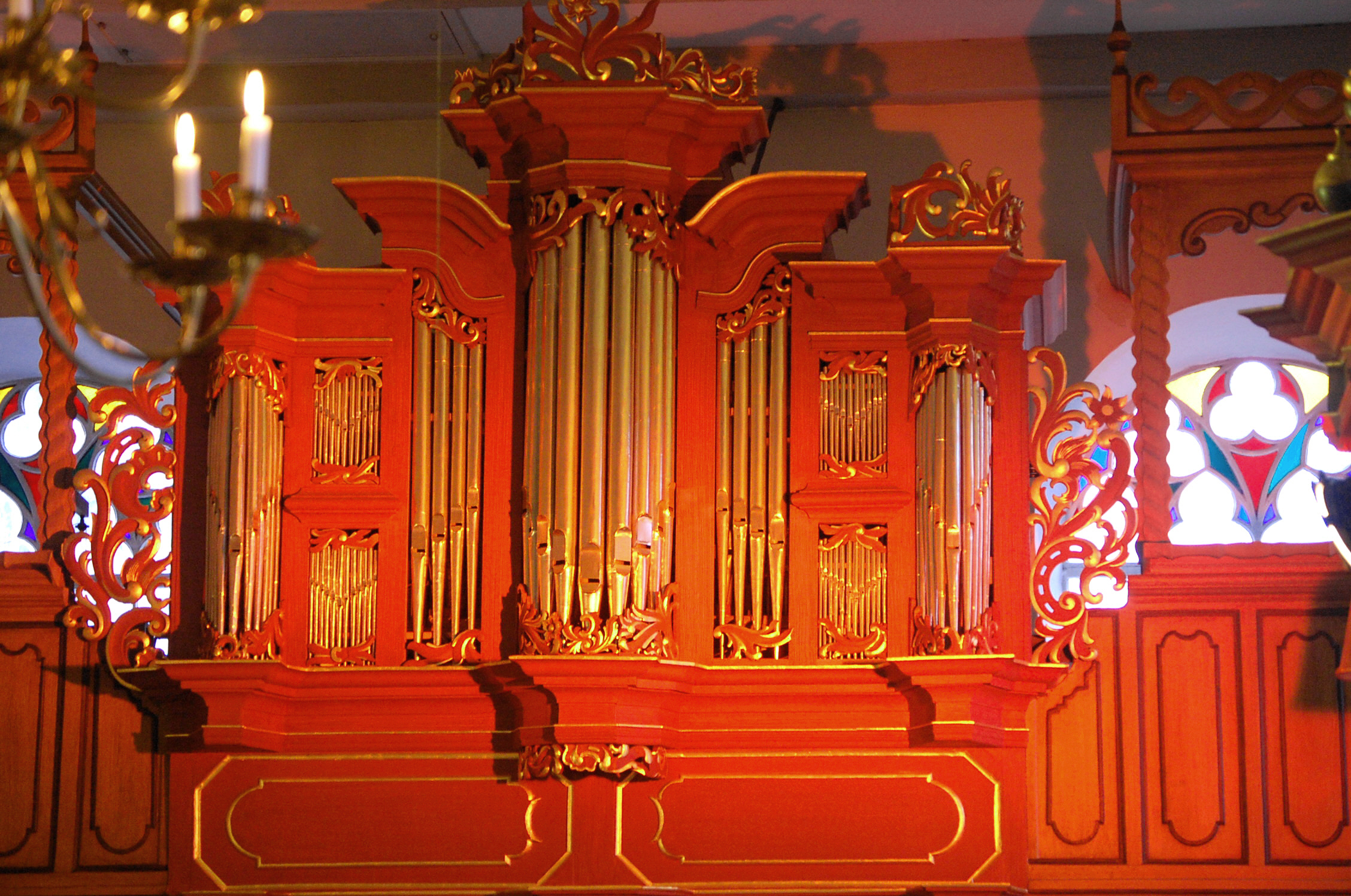
Berner-Orgel im Sonnenlicht

Die kleine einmanualige, seitenspielige Orgel wurde 1758/1759 von Johann Adam Berner aus Jever noch für die alte Kirche erbaut und dann überführt. Auf westfälischen Einfluss weisen die vielen kleinen Pfeifenfelder, die um den großen Mittelturm seitlich immer weiter abgestuft sind, sowie die Art des geschnitzten Rankwerks an der Seite. Das Werk verfügt über sechs Register und kein Pedal. Drei Register und der prächtige Prospekt sind original erhalten. Die übrigen drei Register gingen im 20. Jahrhundert verloren. So wurde um 1900 die Mixtur dem Zeitgeschmack entsprechend durch eine Gambe 8′ ersetzt und die übrigen Stimmen durch zahlreiche Kernstiche umintoniert. Weil 1917 statt der Prospektpfeifen die Becher der Trompete für Rüstungszwecke abgegeben wurden, blieb zumindest das äußere Erscheinungsbild der Orgel bewahrt. Größere Reparaturen erfolgten 1929 durch P. Furtwängler & Hammer und 1946/1947 durch Karl Puchar. Nachdem sich der Zustand der Orgel immer weiter verschlechterte, sanierte Alfred Führer 1960/1961 das Instrument, stellte die Mixtur und Trompete wieder her, wenn auch nicht in originaler Bauweise. Weitere Eingriffe in die Originalsubstanz wurden vorgenommen und die noch originale Oktave 2′ ersetzt. Im Jahr 1999 stellte Martin ter Haseborg den ursprünglichen Zustand wieder her, rekonstruierte die verlorenen Register und die Traktur und baute eine neue Balganlage. Die Disposition von 1999 entspricht der von 1759:
| Manual C–f3  |    |   |
| Principal    | 4′ | B |
| Gedackt      | 8′ | B |
| Flöte        | 4′ | B |
| Oktave       | 2′ | H |
| Mixtur IV    |    | H |
| Trompete B/D | 8′ | H |

B = Johann Adam Berner (1759)
H = Rekonstruktion Martin ter Hasenborg
- Traktur:
  - Tontraktur: Mechanisch
  - Registertraktur: Mechanisch
- Windversorgung:
  - Zwei Keilbälge
  - Winddruck: 64 mmWS
- Stimmung:
  - 1⁄2 Ton über a1= 440 Hz
  - Wohltemperierte Stimmung